# Bělá u Jevíčka
Bělá u Jevíčka là một làng thuộc huyện Svitavy, vùng Pardubický, Cộng hòa Séc.